# Diphyscium rhynchophorum
Diphyscium rhynchophorum är en bladmossart som beskrevs av Hugh Neville Dixon 1935. Diphyscium rhynchophorum ingår i släktet Diphyscium och familjen Buxbaumiaceae. Inga underarter finns listade i Catalogue of Life.